# Astraptes fulgerator
Astraptes fulgerator is een vlinder uit de familie van de dikkopjes (Hesperiidae).
De wetenschappelijke naam van de soort werd voor het eerst geldig gepubliceerd in 1775 door Walch. Bij DNA-onderzoek bleek deze vlinder uit meerdere soorten te bestaan.